# Hogesnelheidslijn Sud Europe Atlantique
De LGV Sud Europe Atlantique is een Ligne à Grande Vitesse van Tours naar Bordeaux. De lijn is 301,8 km lang en heeft als lijnnummer 566 000.

## Geschiedenis
De bouw begon in 2012. In juli 2016 vonden er op het centrale deel van het traject proefritten plaats. In september 2016 werd op het grootste deel van het traject de bovenleiding in gebruik genomen. De lijn werd officieel ingehuldigd op 28 februari 2017 door president François Hollande. Sinds 2 juli 2017 is de LGV Sud Europe Atlantique in gebruik en rijden reizigerstreinen over dit LGV-traject.

## Treindiensten
De SNCF verzorgt het personenvervoer op dit traject met TGV treinen.
| Serie      | Treinsoort | Route | Bijzonderheden |
| ---------- | ---------- | --- | -------------- |
| TGV 5200   | TGV (SNCF) | [ [ Nantes – ] / [ Rennes – ] Le Mans – ] / [ Bordeaux-Saint-Jean – Saint-Pierre-des-Corps – ] Massy TGV – Aéroport Charles-de-Gaulle 2 TGV – [ Lille-Europe ] / [ Lille-Flandres ] |                |
| Ouigo 7640 | TGV (SNCF) | Paris-Montparnasse – Poitiers – Niort – Surgères – La Rochelle |                |
| Ouigo 7650 | TGV (SNCF) | Paris-Montparnasse – [ Saint-Pierre-des-Corps – ] / [ Poitiers – Angoulême – ] Bordeaux-Saint-Jean                                                                                  |                |
| Ouigo 7660 | TGV (SNCF) | Tourcoing – Aéroport Charles-de-Gaulle 2 TGV – Marne-la-Vallée - Chessy – Massy TGV – Saint-Pierre-des-Corps – Poitiers – Angoulême – Bordeaux-Saint-Jean                           |                |
| Ouigo 7670 | TGV (SNCF) | Paris-Montparnasse – Massy TGV – Angoulême – Bordeaux-Saint-Jean – Agen – Montauban-Ville-Bourbon – Toulouse-Matabiau                                                               |                |
| TGV 8400   | TGV (SNCF) | Paris-Montparnasse – Massy TGV – Bordeaux-Saint-Jean |                |
| TGV 8500   | TGV (SNCF) | Paris-Montparnasse – Bordeaux-Saint-Jean – Agen – Montauban-Ville-Bourbon – Toulouse-Matabiau                                                                                       |                |
| TGV 8530   | TGV (SNCF) | Paris-Montparnasse – Bordeaux-Saint-Jean – Dax – Bayonne – Biarritz – Saint-Jean-de-Luz - Ciboure – Hendaye                                                                         |                |
| TGV 8560   | TGV (SNCF) | Paris-Montparnasse – Bordeaux-Saint-Jean – Dax – Orthez – Pau – Lourdes – Tarbes |                |

## Aansluitingen
In de volgende plaatsen is er een aansluiting op de volgende spoorlijnen:
aansluiting Sain-Avertin
RFN 431 000, spoorlijn tussen Paris-Montparnasse en Monts (LGV)
Poste 51 Sorigny
RFN 570 345, raccordement van Monts-Sud
Poste 53
RFN 570 350, raccordement van La Celle Saint-Avant
Poste 70 Chasseneuil
RFN 570 360, raccordement van Migne-Auxances
Poste 58 Fontaine-Le Comte
RFN 538 310, raccordement R2FS van Fontaine-Le Comte Sud
RFN 538 311, raccordement R1FS van Fontaine-Le Comte Sud
RFN 538 315, raccordement van Fontaine-Le Comte Nord
Poste 61 Juillé
RFN 570 380, raccordement van Juillé
Poste 62 Villognon
RFN 570 385, raccordement van Villognon
Poste 64 Claix
RFN 570 390, raccordement van La Couronne
La Gorp
RFN 570 000, spoorlijn tussen Paris-Austerlitz en Bordeaux-Saint-Jean

## Elektrische tractie
De lijn werd bij aanleg in 2017 geëlektrificeerd met een spanning van 25.000 volt 50 Hz.

## Galerij

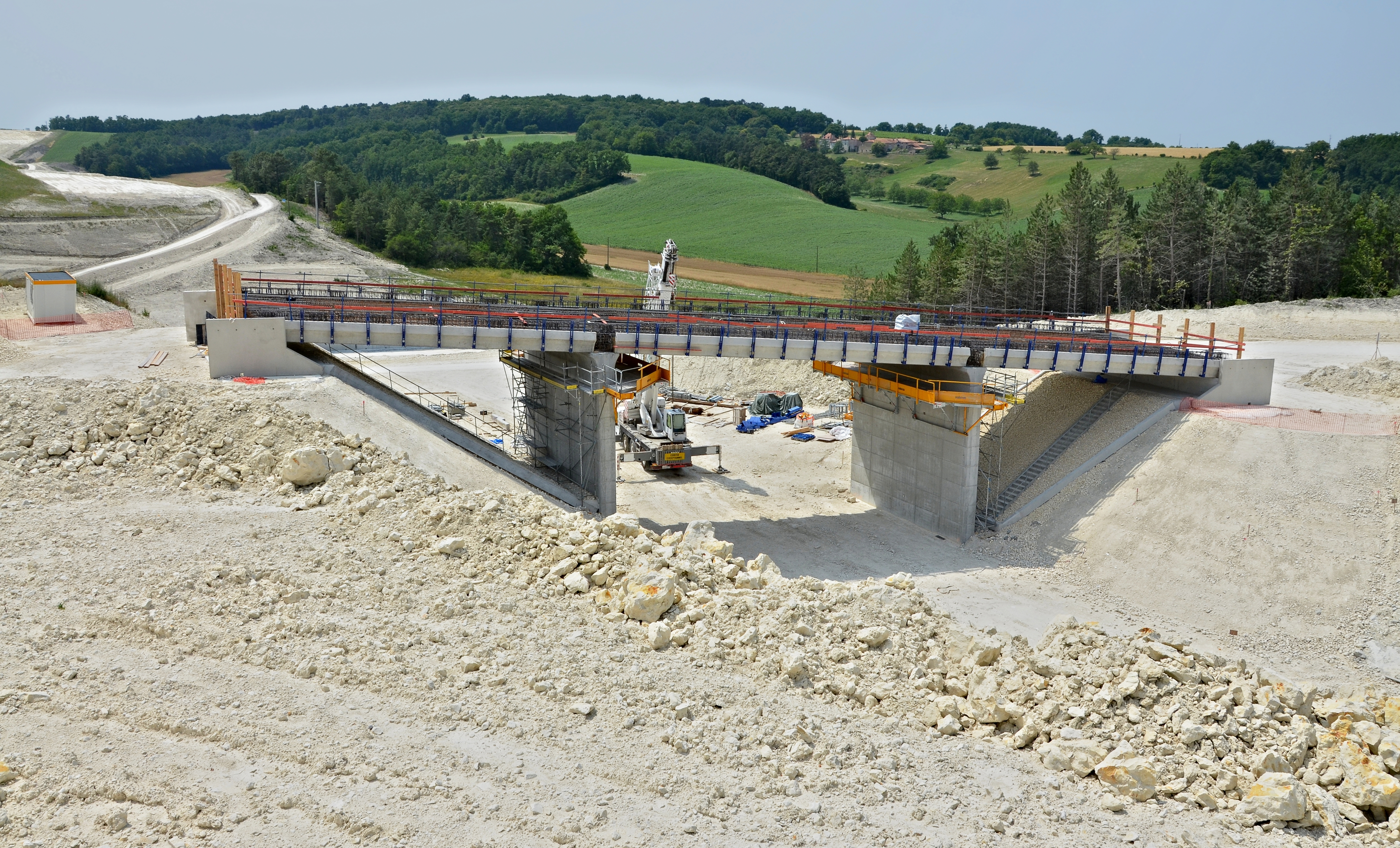
Bouw van een viaduct over de lijn bij Sainte-Souline in 2013
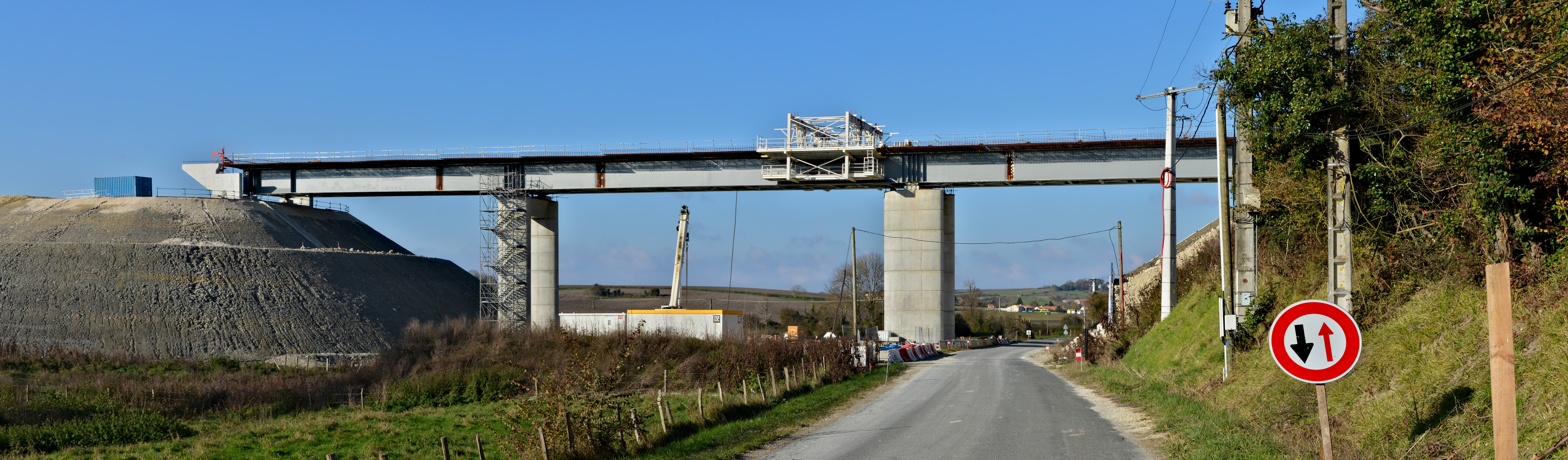
Bouw van een spoorviaduct bij Blanzac in 2013
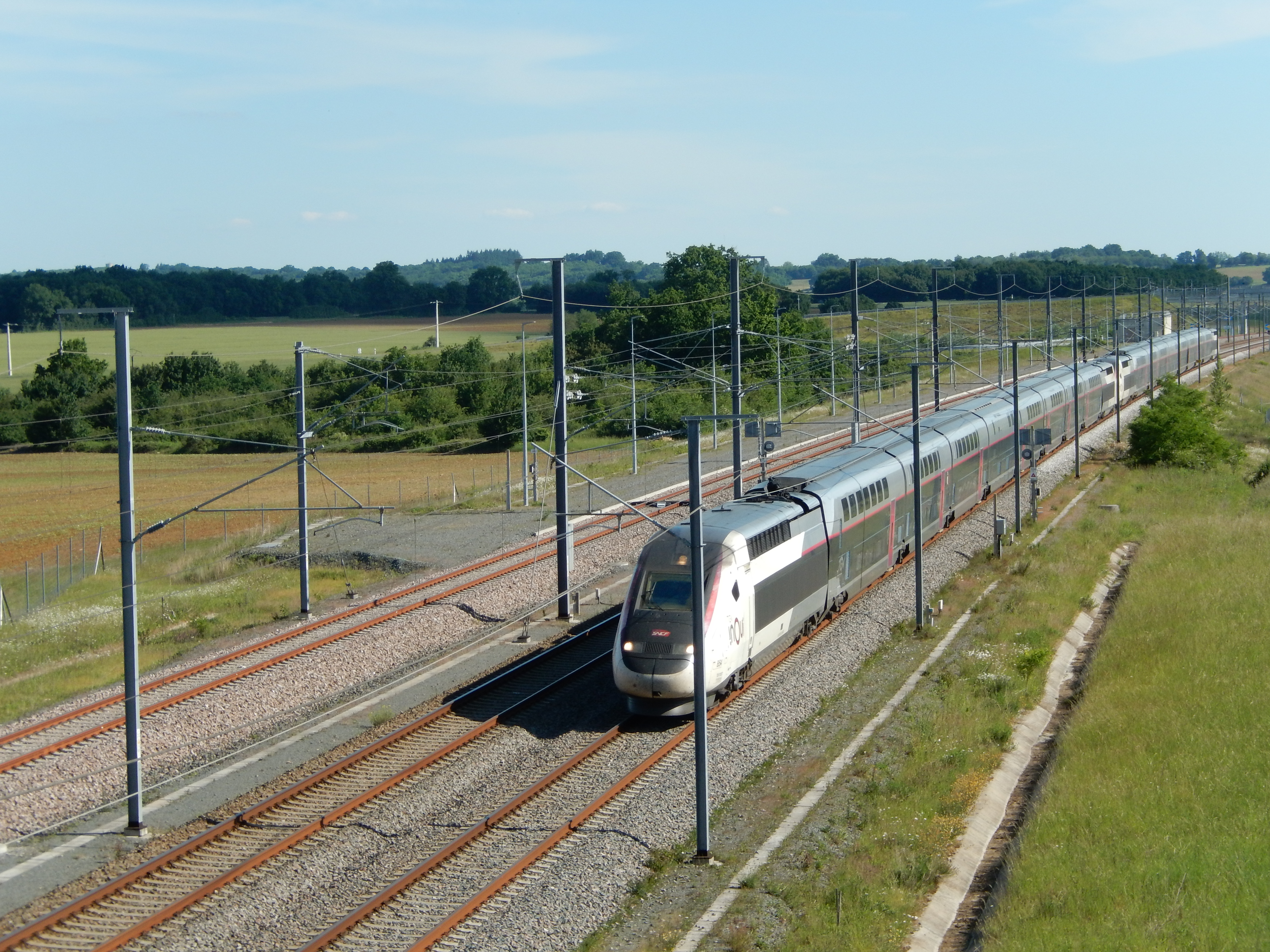
TGV richting Parijs bij Pliboux, het derde spoor ligt langs het noodperron
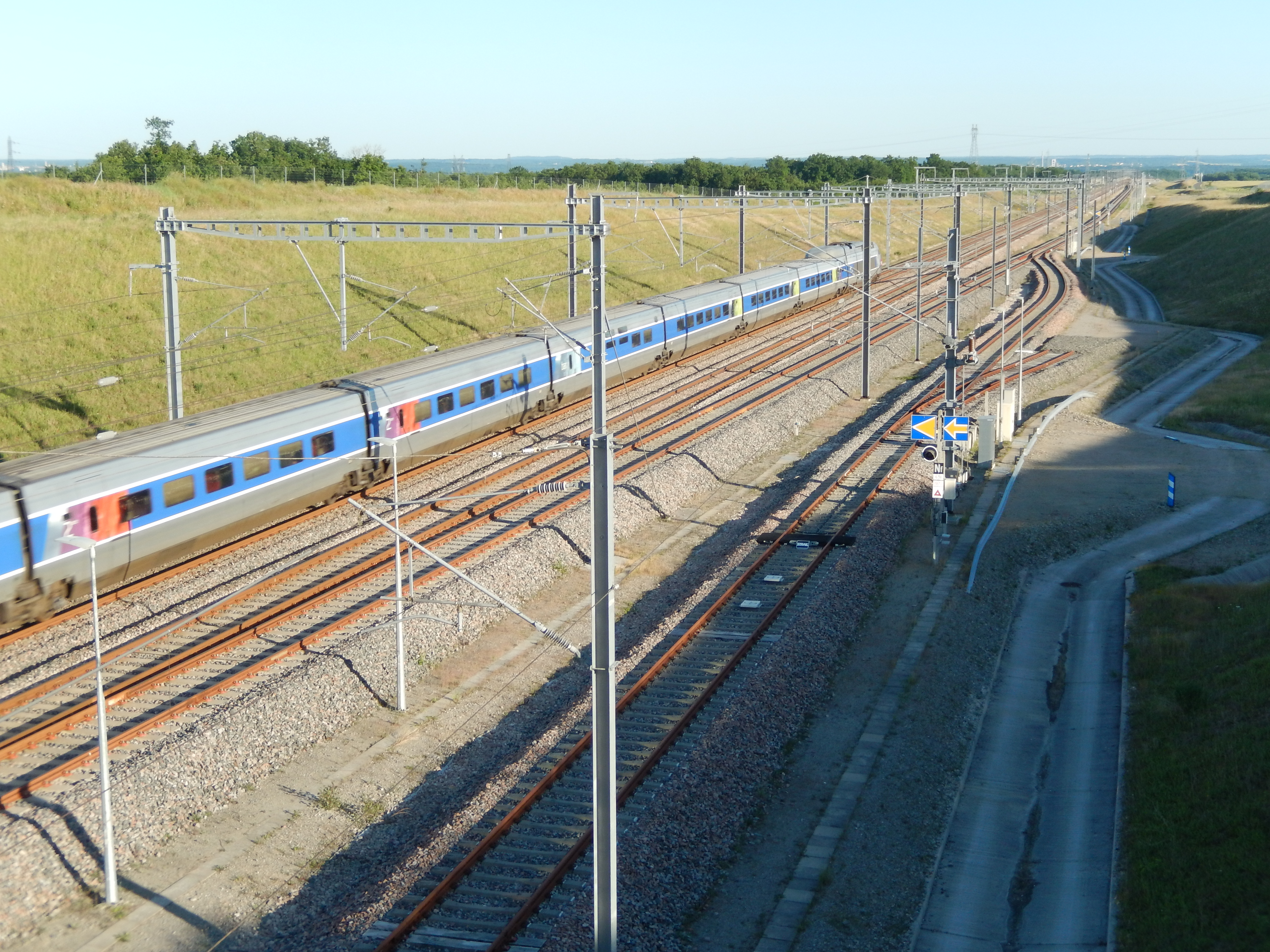
TGV richting Bordeaux bij Asnières sur Nouère
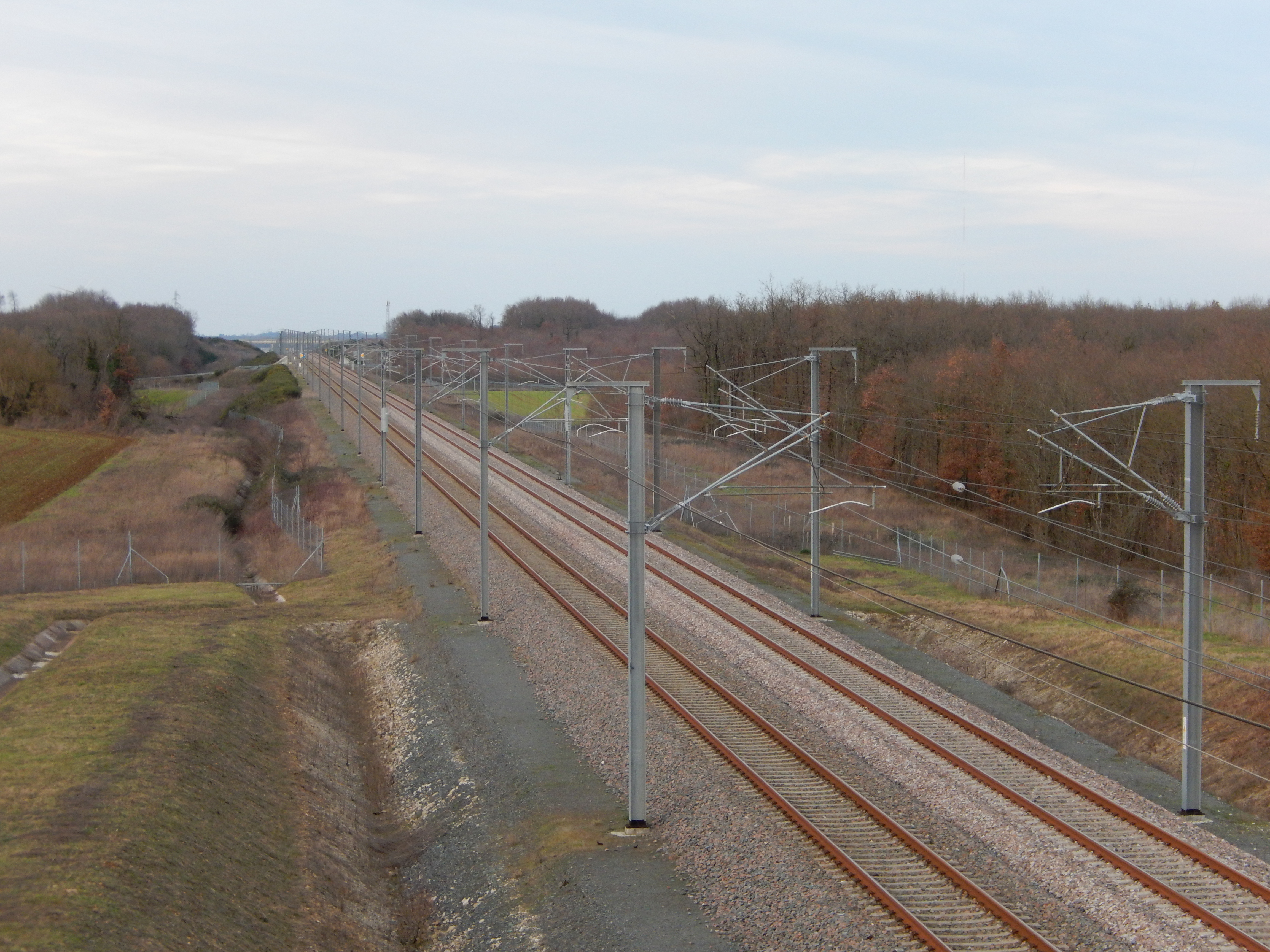
De lijn bij Raix